# Ранинг Спрингс (Калифорнија)
Ранинг Спрингс (енгл. Running Springs) насељено је место без административног статуса у америчкој савезној држави Калифорнија.

## Демографија
По попису из 2010. године број становника је 4.862, што је 263 (-5,1%) становника мање него 2000. године.
| Група             | 2000.         | 2010.         |
| Белци             | 4.202 (82,0%) | 3.882 (79,8%) |
| Афроамериканци    | 24 (0,5%)     | 23 (0,5%)     |
| Азијати           | 47 (0,9%)     | 50 (1,0%)     |
| Хиспаноамериканци | 570 (11,1%)   | 695 (14,3%)   |
| Укупно            | 5.125         | 4.862         |